# John Quenneville
John Quenneville, född 14 april 1996 i Edmonton, är en kanadensisk professionell ishockeyforward som spelar för Chicago Blackhawks i NHL. 
Han har tidigare spelat på NHL-nivå för New Jersey Devils och på lägre nivåer för Binghamton Devils och Albany Devils i AHL samt Brandon Wheat Kings i WHL.

## Klubblagskarriär

### NHL

#### New Jersey Devils
Quenneville draftades i första rundan i 2014 års draft av New Jersey Devils som 30:e spelare totalt.

#### Chicago Blackhawks
Den 22 juni 2019 tradades han till Chicago Blackhawks i utbyte mot John Hayden.

## Privatliv
John Quenneville är syssling till Florida Panthers tränare Joel Quenneville som har vunnit tre Stanley Cup med Chicago Blackhawks.